# Cnemargulus alkhubraicus
Cnemargulus alkhubraicus är en skalbaggsart som beskrevs av Riccardo Pittino 1984. Cnemargulus alkhubraicus ingår i släktet Cnemargulus och familjen Aphodiidae. Inga underarter finns listade i Catalogue of Life.